# Georgetown, Louisiana
Georgetown är en ort i Grant Parish i delstaten Louisiana, USA.